# Andrej Koerkov

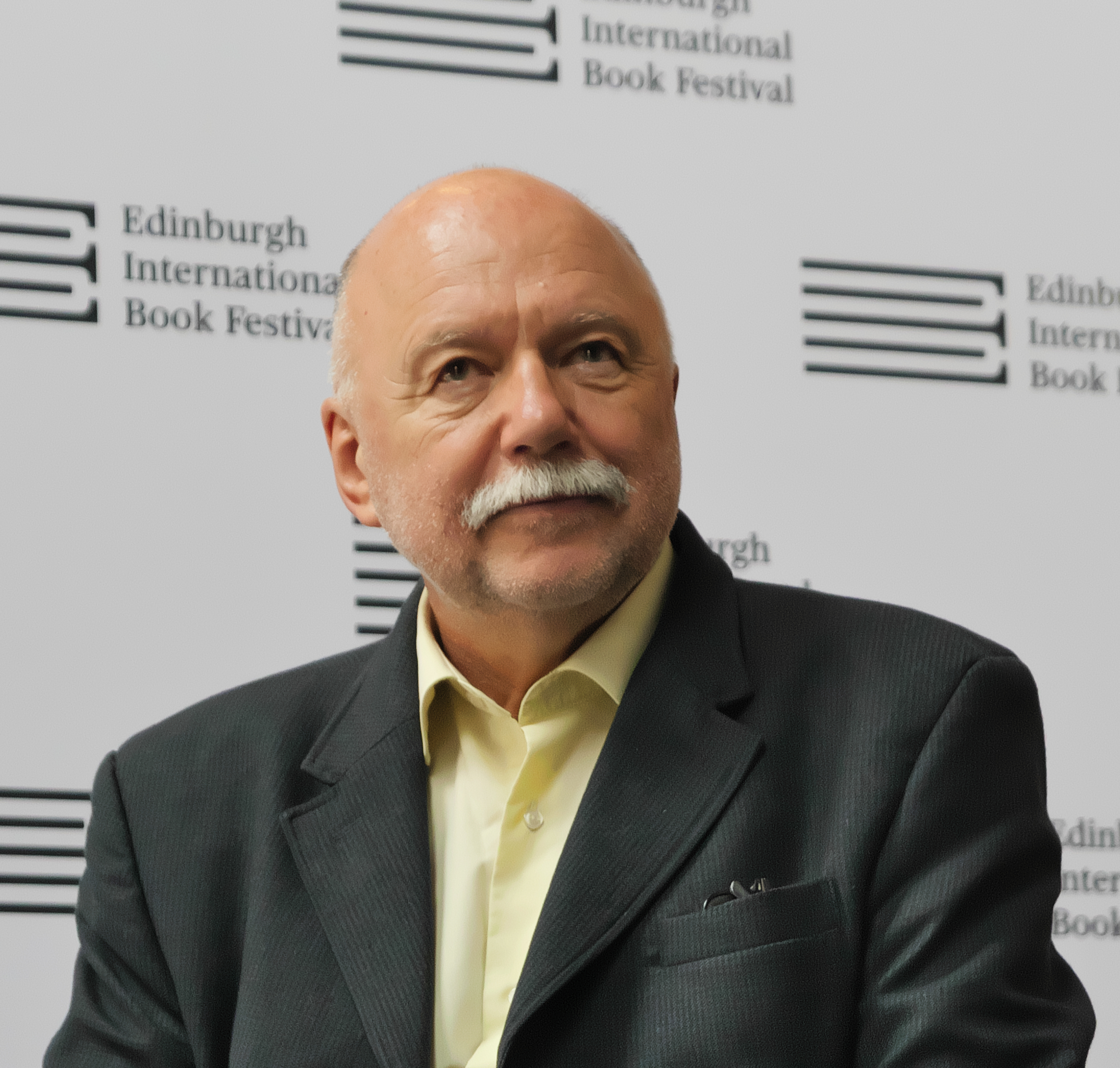
Andrei Kurkow in Edinburgh 2025

Andrej Joerjevitsj Koerkov (Oekraïens: Андрій Юрійович Курков; Russisch: Андрей Юрьевич Курков) (Boedoegosjtsj, (Oblast Leningrad), 23 april 1961) is een Oekraïens schrijver die in het Russisch schrijft.

## Leven en werk
Koerkov werd geboren in Rusland als zoon van een piloot en een arts. Hij groeide echter op in Kiev, waar hij aan het Instituut voor Vreemde Talen onder andere Japans studeerde. Na zijn studie had hij uiteenlopende baantjes, waaronder redacteur, gevangenisbewaker en cameraman. Vanwege zijn kennis van het Japans werd hij in de jaren tachtig soms ook wel ingeschakeld door de KGB en later de militaire politie.
Koerkov publiceerde zijn eerste werk in eigen beheer vlak voor de val van de Sovjet-Unie in 1991 (eerder had hij al acht romans geschreven welke hij niet gepubliceerd kreeg). Vervolgens kreeg hij snel succes, ook internationaal. Zijn romans werden in veel landen vertaald en ook verfilmd. In zijn werk beschrijft hij met scherpe ironische blik de vaak harde werkelijkheid in het nieuwe Rusland, met veel zwarte humor en surrealistische elementen, zonder een liefdevolle kijk op zijn hoofdfiguren te verzaken.
Koerkov, die ook veel filmscenario’s schreef, is sinds 1988 lid van de P.E.N.-club in Londen, waar hij sinds 1996 ook regelmatig woonachtig is. In Oekraïne wordt hem wel verweten dat hij als Oekraïner, in de post-Sovjetperiode, toch altijd in het Russisch is blijven schrijven.

## Werken in Nederlandse vertaling
- Picknick op het ijs, 2000 (Смерть постороннего, 1996), over een zekere Viktor die opdracht krijgt een aantal necrologieën van nog levende mensen te schrijven, maar al gauw blijkt dat er verdacht veel van hen overlijden kort nadat hun necrologie is geschreven;
- De laatste liefde van de president, 2008 (Последняя любовь президента, 2005), een toekomstroman over een Oekraïense jongen die het tot president van zijn land schopt.
- Grijze bijen, 2022 ( oorspronkelijk 2018) licht absurdistische roman over een bijenhouder uit een dorp op de frontlijn tussen Oekraïne en Donetsk, die met zijn bijenkorven naar de Krim trekt en terugkeert.
- Dagboek van een invasie, 2022: dagboek 29 december 2021 tot 11 juli 2022: oorlog tegen Oekraïne.
- Dagboek Majdan, 2022: dagboek 21 november 2013 tot 24 april 2014: de chaotisch opstand, bekend als "Majdan" of "Majdanrevolutie".